# Сотвори бой
«Сотвори бой» — советский фильм 1969 года. Снят по дипломной работе — киносценарию Ю. А. Лакербая — абхазского поэта, киносценариста, мастера спорта по фехтованию, чемпиона Спартакиады БССР (1959).

## Сюжет
Двоих фехтовальщиков — Николая Ястребова и Ивана Полесского, чемпиона мира, — связывает многолетняя дружба и соперничество. Однажды во время лодочной прогулки, накануне заключительного турнира, Николай повредил руку Ивану. Корреспондент Владимир Хвостов, бывший фехтовальщик, пытаясь убедить Ивана, что поступок Николая не случайный, возобновляет занятия спортом, чтобы на деле уличить Полесского. Но тщетно — Иван не допускает мысли о подлости друга.
В финальной схватке за Кубок СССР Ястребов вырывает победу у Хвостова со счетом 10:9. Перед отлётом на международные соревнования в Будапешт Ястребов говорит Полесскому, что в их дружбе может быть всякое, исключая только подлость.

## В ролях
- Геннадий Сайфулин — Иван Полесский
- Александр Збруев — Владимир Хвостов[1][2]
- Интс Буранс — Николай Ястребов
- Ева Мурниеце — Светлана
- Дмитрий Капка — дед Алесь
- Татьяна Гаркуша — Наташа
- Иван Кох — Иван Эдмундович, пожилой тренер
- Игорь Комаров — Монахов
- Владимир Золотухин — Мартынюк
- Александр Павловский
- В эпизодах: И. Смушкевич, Н. Счастный, А. Павловский, М. Громова, В. Матулявичус, К. Синкевич, Г. Макарова, Н. Скоробогатов (завсегдатай ипподрома), Н. Беликов (фехтовальщик из Венгрии).

## Съёмочная группа
- Сценарий: Юрия Лакербая[3]
- Постановка: Николая Калинина
- Главный оператор: Олег Авдеев
- Художник-постановщик: Юрий Булычёв
- Режиссёр: Ю. Рыбчёнок
- Композитор: Станислав Пожлаков
- Звукооператор: Василий Дёмкин
- Государственный Симфонический оркестр кинематографии СССР, дирижёр: Э. Хачатурян
- Художник по костюмам: Э. Семёнова
- Художник-гримёр: Л. Хохлов
- Монтажёр: Е. Аксененко
- Редактор: Ф. Конев
- Ассистенты:

режиссёра — А. Коленда, Р. Мирский
художника — И. Волчек
оператора — Л. Слобин, Л. Лейбман, Л. Пекарский
- Директор картины: И. Филоненко
- Консультанты по фехтованию: Иван Кох, И. Манаенко

## Интересные факты
В фильме снимались: заслуженный мастер Спорта СССР Б. Мельников, мастера спорта — О. Глазов, В. Хархалуп.